# Cal Carter
Cal Carter és un edifici a la localitat de Viladamat (Alt Empordà) catalogat a l'Inventari del Patrimoni Arquitectònic de Catalunya. Situat dins del nucli urbà de la població de Viladamat, a la banda sud del nucli antic del poble, formant cantonada entre el carrer Cinc Claus i el de la Bassa.
És un edifici cantoner de planta rectangular, format per dos cossos adossats, amb les cobertes d'una i dues vessants. La construcció és bastida amb pedra desbastada de diverses mides lligada amb morter. Hi ha carreus de pedra calcària ben tallats a la cantonada sud-est. Està distribuït en planta baixa, pis i entresolat i actualment està format per dos habitatges diferents. La façana principal presenta un gran portal d'accés d'arc de mig punt adovellat amb les impostes destacades i els brancals bastits amb carreus de pedra. Damunt seu hi ha l'arrencada i l'ampit d'una antiga finestra emmarcada amb pedra, no conservada. La rehabilitació de l'edifici va propiciar que la planta pis fos enretirada de l'eix horitzontal de la façana, formant una terrassa descoberta.
El cos adossat a la banda de llevant presenta un portal emmarcat amb carreus de pedra i la llinda motllurada amb arc conopial decorat. Al pis hi ha una gran finestra balconera bastida amb carreus i llinda plana. Les obertures de la façana lateral són més senzilles, tot i que també estan emmarcades amb pedra. De l'interior destaca el vestíbul amb sostre de cairats i suportat per un arc. A continuació hi ha dues voltes grasses de reduïdes dimensions i l'escala a l'esquerra. Al fons hi ha una altra volta en sentit perpendicular. En un dels laterals de la terrassa es conserva una porta rectangular emmarcada per grans carreus ben escairats, llinda i timpà esculpit.